# Дига Волтурно (Казерта)
Дига Волтурно је насеље у Италији у округу Казерта, региону Кампанија.
Према процени из 2011. у насељу је живело 9 становника. Насеље се налази на надморској висини од 30 м.